# HBO Europe
HBO Europe – podmiot działający w 18 państwach Europy, oferujący płatne usługi telewizyjne. Wystartował 28 września 1991 na Węgrzech.

## Kalendarium

### Lata 90.
1991
- 28 września – start HBO na Węgrzech. Początkowo 9 godzin na dobę w dni powszednie i 18 godzin na dobę w weekendy.

1994
- 18 listopada – start HBO w Czechach. Początkowo 6,5 godzin na dobę.

1996
- 17 września – start HBO w Polsce.

1997
- 1 kwietnia – start HBO na Słowacji.

1998
- 1 stycznia – start HBO w Rumunii. Początkowo nadaje 12 godzin na dobę.

### Lata 2000–2009
2001
- 1 stycznia – ustanowienie siedziby HBO Central Europe w Budapeszcie na Węgrzech.

2002
- Kwiecień – start HBO w Bułgarii.
- Start kanału HBO2.

2004
- Start HBO w Słowenii i Chorwacji.
- W Czechach i na Słowacji HBO rozpoczęła nadawanie całodobowe.
- Przekroczona została liczba miliona abonentów w regionie.

2005
- Zostaje uruchomiony kanał Cinemax. Rozpoczyna nadawanie na Węgrzech, w Czechach, Polsce, Rumunii oraz Bułgarii.
- W Rumunii i Bułgarii kanały HBO rozpoczynają nadawanie całodobowe.
- W październiku zostaje uruchomiony kanał Cinemax2.

2006
- Start HBO w Serbii i Czarnogórze.

2007
- Kanał HBO Comedy rozpoczyna nadawanie w całym regionie.
- Została wprowadzona usługa HBO Digital, która startuje na Węgrzech, w Czechach i na Słowacji.
- W Chorwacji, Serbii, Czarnogórze i Słowenii kanały HBO rozpoczęły nadawanie całodobowe.

2008
- Start kanału HBO HD.
- W Polsce, Serbii, Słowenii, Chorwacji i Czarnogórze startuje usługa HBO Digital.

2009
- Kanały Cinemax i Cinemax2 zostają uruchomione w Chorwacji, Serbii, Słowenii i Czarnogórze.
- HBO HD staje się dostępny w Czechach, na Węgrzech, w Polsce, Rumunii oraz na Słowacji.

### Rok 2010 i następne
2010
- W Polsce zostaje uruchomiony Cinemax HD.
- W Macedonii zostają uruchomione HBO, HBO Comedy oraz HBO Digital.
- W Bośni i Hercegowinie zostają uruchomione HBO i HBO Comedy.
- HBO Digital zmienia nazwę na HBO ON DEMAND.
- W Polsce zostaje uruchomiony HBO GO.

2011
- W Polsce zostają uruchomione HBO2 HD i HBO Comedy HD.
- HBO GO zostaje uruchomiony w Rumunii, na Węgrzech, w Chorwacji, Słowenii, Serbii oraz Bośni i Hercegowinie.
- W Polsce zostaje uruchomiony Cinemax2 HD.
- HBO HD zostaje uruchomiony w Bułgarii, Serbii, Słowenii, Chorwacji oraz Bośni i Hercegowinie.

2012
- HBO GO zostaje uruchomiony w Czechach i Czarnogórze.
- W Holandii, wspólnie z największym holenderskim operatorem telewizji kablowej Ziggo, Time Warner tworzy spółkę HBO NETHERLANDS CHANNELS i uruchamia kanały HBO (HD), HBO2 (HD) i HBO3 (HD) oraz usługi HBO ON DEMAND i HBO GO.
- Uruchomienie internetowego serwisu HBO Nordic w Norwegii, Danii, Szwecji i Finlandii.

2016
- W Polsce i w Europie Środkowej zostanie uruchomiony HBO 3.
- W Hiszpanii zostaje uruchomiony internetowy serwis HBO Espana.

2019
- W Portugalii został uruchomiony serwis VOD HBO Portugal.

## Oddziały
- HBO Adria (Bośnia i Hercegowina, Chorwacja, Czarnogóra, Kosowo (wersja Serbska), Macedonia, Serbia, Słowenia),
- HBO Bulgaria (Bułgaria),
- HBO Czech Republic (Czechy, Słowacja (wersja Czeska)),
- HBO Hungary (Węgry),
- HBO Netherlands (Holandia), w latach 2012–2016,
- HBO Polska (Polska),
- HBO Romania (Rumunia),
- HBO Espana (Hiszpania)
- HBO Nordic (Norwegia, Szwecja, Finlandia, Dania)
- HBO Portugal (Portugalia)

## Kanały telewizyjne
- HBO
- HBO HD
- HBO2
- HBO2 HD
- HBO3
- HBO3 HD
- HBO Comedy
- HBO Comedy HD
- HBO ON DEMAND
- Cinemax
- Cinemax HD
- Cinemax2
- Cinemax2 HD

## Zasięg i dostęp kanałów
| Nazwa państwa        | HBO | HBO HD | HBO2 | HBO2 HD | HBO3 | HBO3 HD | HBO Comedy | HBO Comedy HD | HBO On Demand | Cinemax | Cinemax HD | Cinemax2 | Cinemax2 HD | Liczba kanałów |
| -------------------- | --- | ------ | ---- | ------- | ---- | ------- | ---------- | ------------- | ------------- | ------- | ---------- | -------- | ----------- | -------------- |
| Bośnia i Hercegowina |     |        |      |         |      |         |            |               |               |         |            |          |             | 9              |
| Bułgaria             |     |        |      |         |      |         |            |               |               |         |            |          |             | 9              |
| Chorwacja            |     |        |      |         |      |         |            |               |               |         |            |          |             | 9              |
| Czarnogóra           |     |        |      |         |      |         |            |               |               |         |            |          |             | 9              |
| Czechy               |     |        |      |         |      |         |            |               |               |         |            |          |             | 11             |
| Holandia             |     |        |      |         |      |         |            |               |               |         |            |          |             | 7              |
| Kosowo               |     |        |      |         |      |         |            |               |               |         |            |          |             | 9              |
| Macedonia            |     |        |      |         |      |         |            |               |               |         |            |          |             | 5              |
| Polska               |     |        |      |         |      |         |            |               |               |         |            |          |             | 13             |
| Rumunia              |     |        |      |         |      |         |            |               |               |         |            |          |             | 8              |
| Serbia               |     |        |      |         |      |         |            |               |               |         |            |          |             | 9              |
| Słowacja             |     |        |      |         |      |         |            |               |               |         |            |          |             | 11             |
| Słowenia             |     |        |      |         |      |         |            |               |               |         |            |          |             | 9              |
| Węgry                |     |        |      |         |      |         |            |               |               |         |            |          |             | 12             |